# Belvaux (België)
Belvaux (Nederlands: Schoonedal) is een dorp in de Belgische provincie Namen. Het ligt in Wavreille, een deelgemeente van de stad Rochefort. Belvaux ligt aan de Lesse, ruim vier kilometer ten westen van het dorpscentrum van Wavreille.
De plaats ligt in een dal ten zuiden van Han-sur-Lesse. Belvaux grenst aan het Bois de Niau en het Forêt de Freyr. Belvaux is tevens een van de meest zuidoostelijke dorpen in de provincie Namen en grenst direct aan de Belgische provincie Luxemburg. De Rue des Pairées richting Resteigne is voor (amateur)wielrenners een geliefde klim en wordt liefkozend Mûr de Belvaux genoemd. Ook zijn er vele MTB-routes die door de bossen en langs de Lesse lopen.
Hoewel Belvaux vaak tot de Ardennen wordt gerekend, is dit geografisch gezien onjuist, Belvaux ligt feitelijk gezien in het overgangsgebied van de Famenne naar de Ardennen, in de zogenaamde Calestienne. Belvaux is bereikbaar via de uitvalswegen richting Ave-et-Auffe, Han-sur-Lesse, Bure/Tellin, Wavreille en Resteigne.

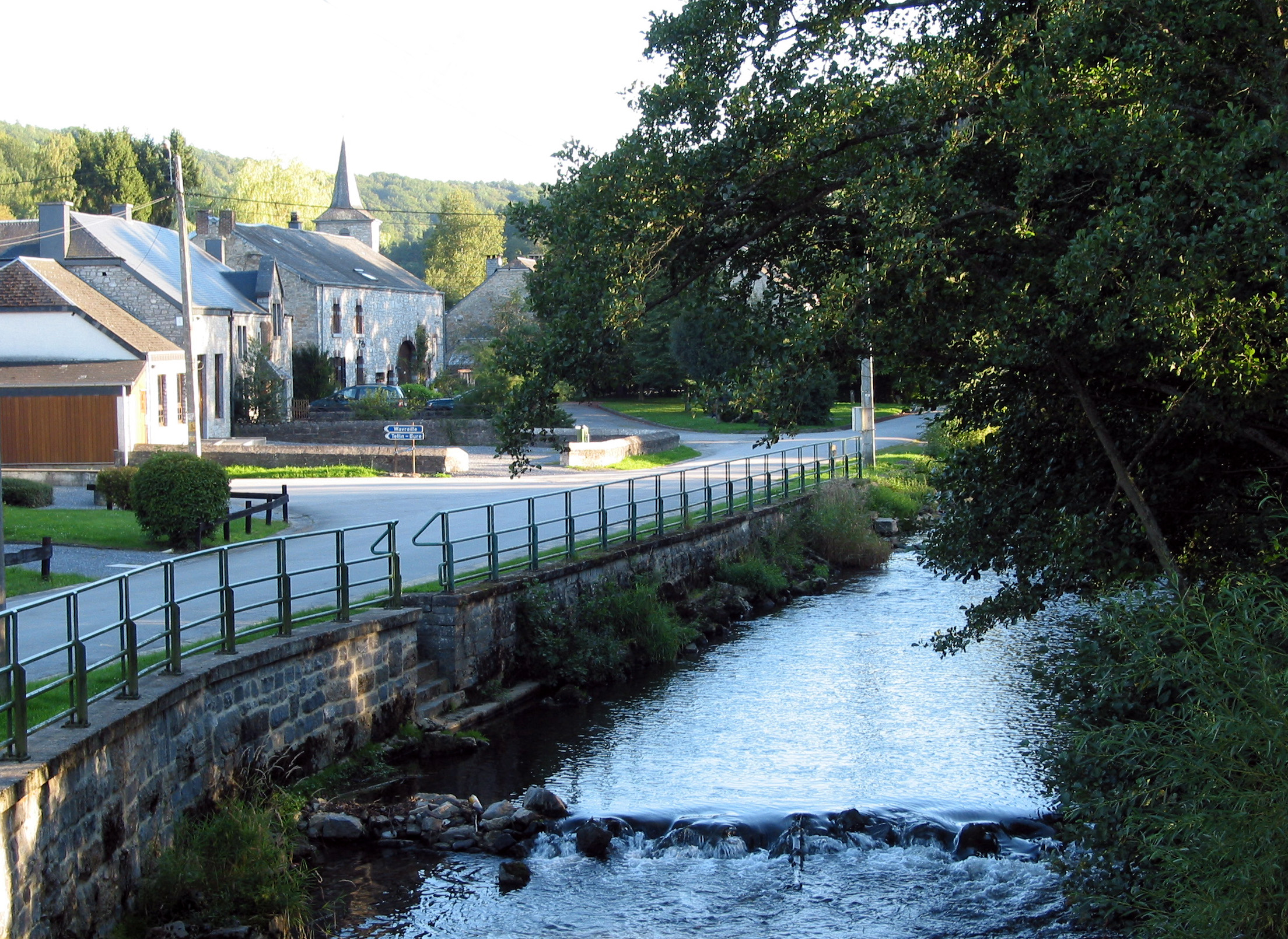
De Lesse bij Belvaux

Deelgemeenten: Ave-et-Auffe · Buissonville · Éprave · Han-sur-Lesse · Jemelle · Lavaux-Sainte-Anne · Lessive · Mont-Gauthier · Rochefort · Villers-sur-Lesse · Wavreille

Overige dorpen en gehuchten: Auffe · Ave · Belvaux · Briquemont · Forzée · Frandeux · Génimont · Hamerenne · Havrenne · Jamblinne · Laloux · Navaugle · Vignée

Belgische gemeenten · arrondissement Dinant · provincie Namen · Wallonië